# ساندة

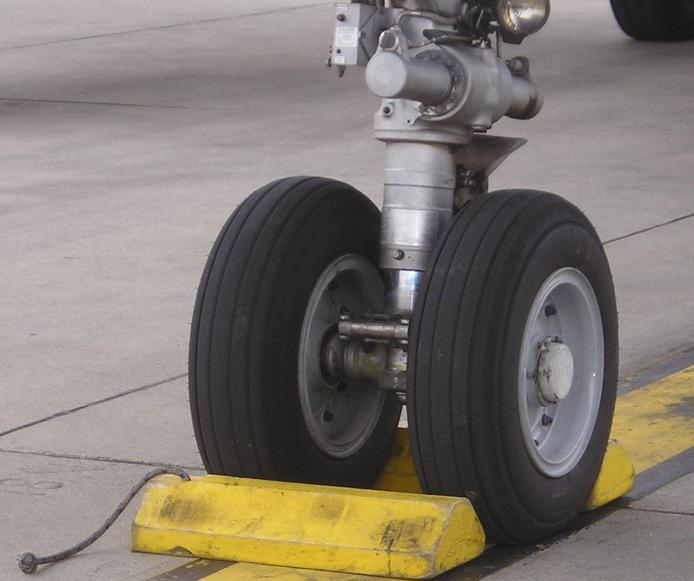
ساندة عجلة موضوعة حول عدة هبوط الطائرة

السَّاندة هي أسافين من مادة متينة موضوعة بالقرب من عجلات السيارة لمنع الحركة العرضية. تُوضع السواند للأمان بالإضافة إلى ضبط الفرامل . أحيانًا يكون السطح السفلي مغطى بالمطاط لتعزيز التماسك مع الأرض. يمكن ربط حبل بالساندة لسهولة الإزالة. تحتوي إحدى حواف الإسفين على جانب مقعر لإحتواء محيط العجلة وزيادة القوة اللازمة لتجاوز الساندة.

## معرض الصور

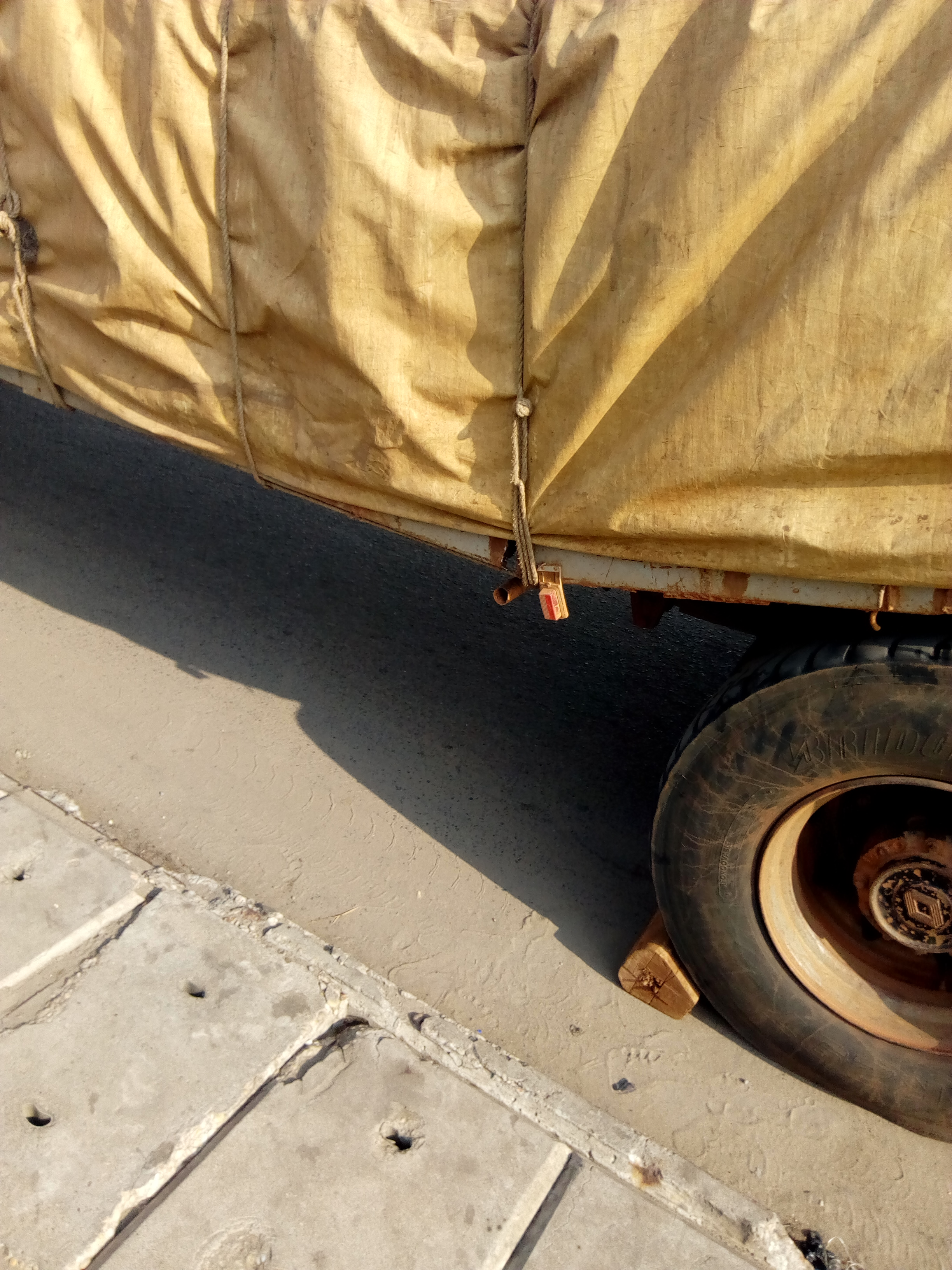
ساندة عجلة الموضوعة تحت عجلة السيارة.
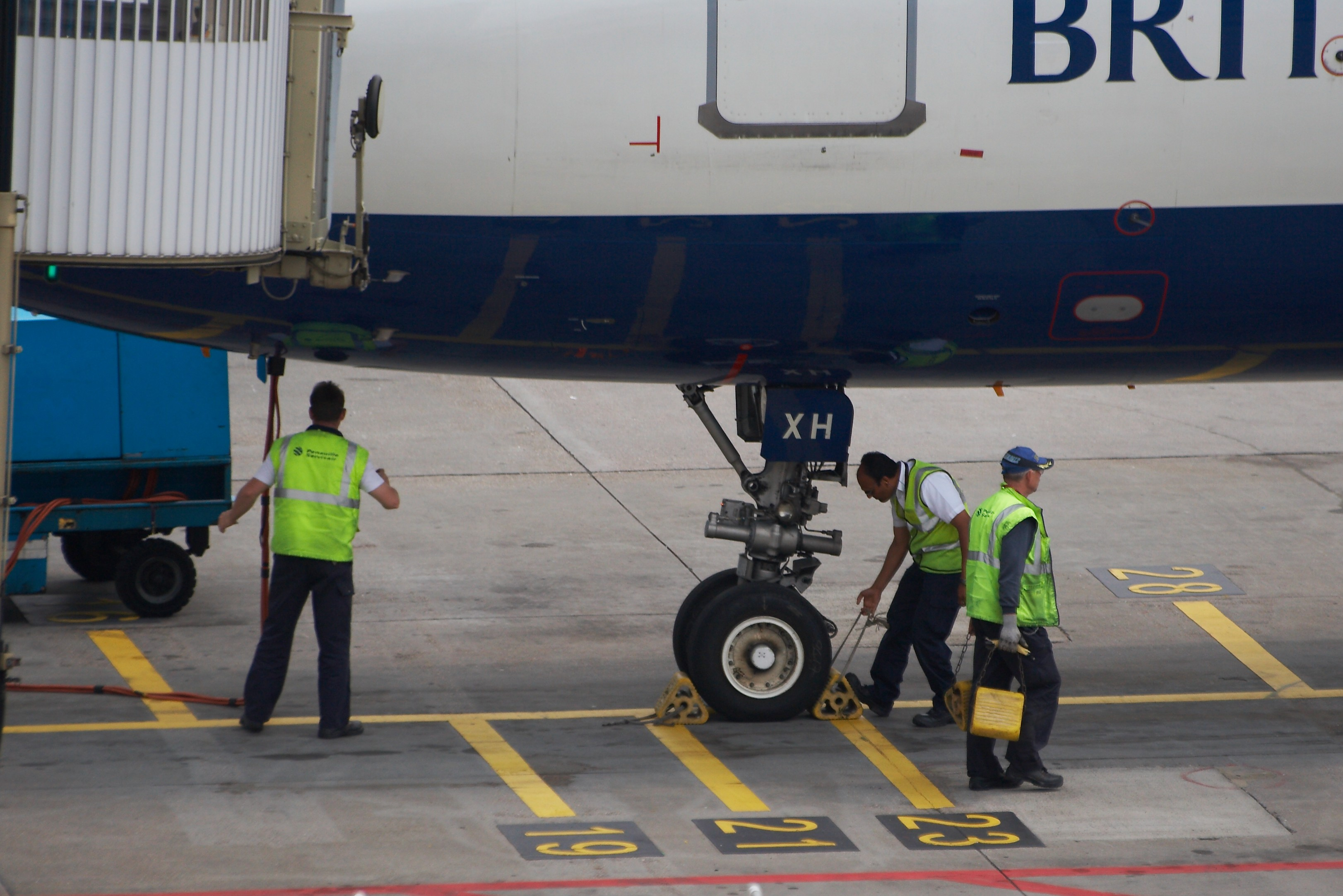
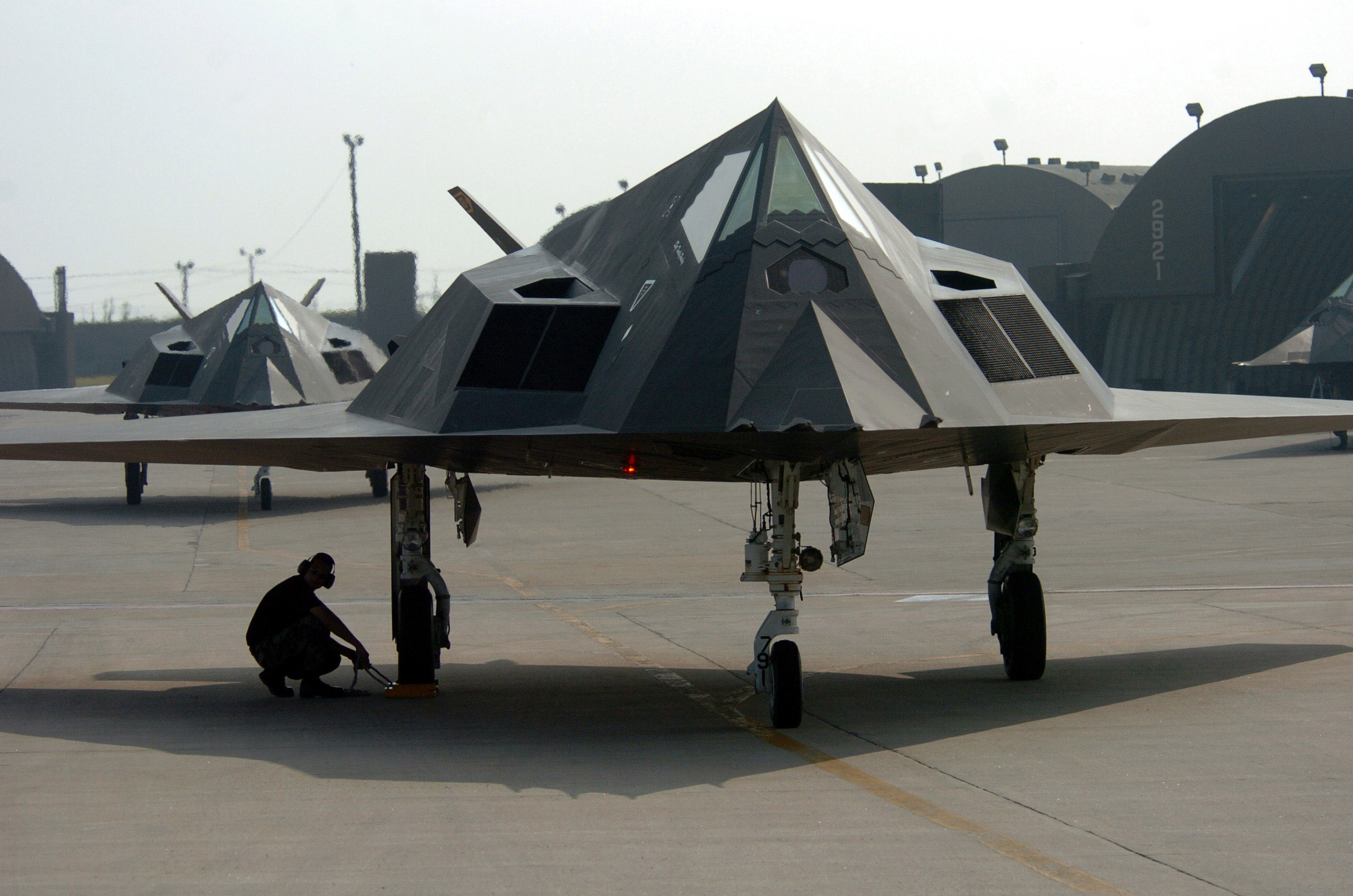